# 诺和诺德

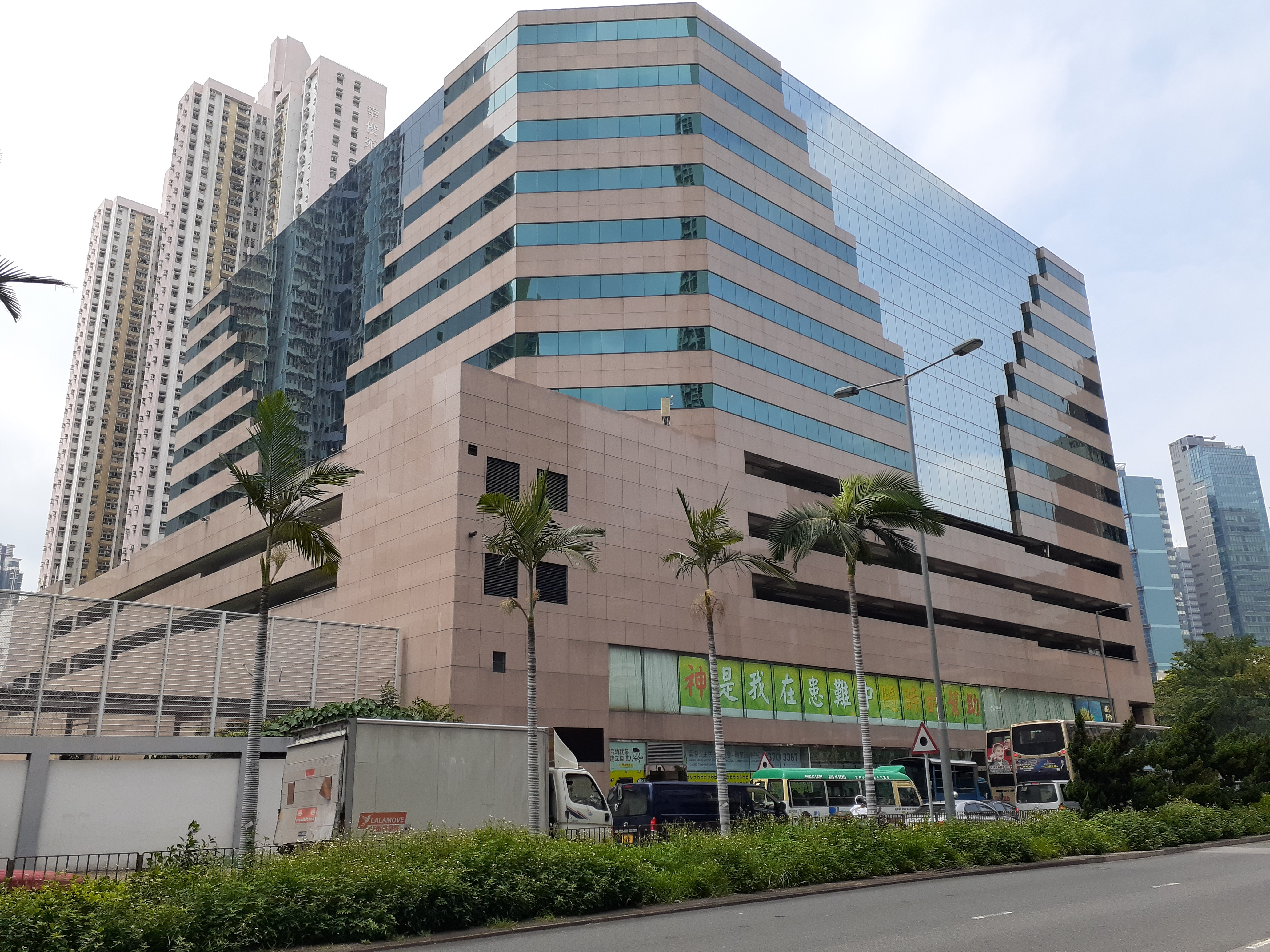
诺和诺德香港辦事處位于香港九龍長沙灣貿易廣場

诺和诺德（Novo Nordisk A/S、NYSE:NVO、OMX:NOVO B）是一家本部位于丹麦的制药企業。公司在糖尿病領域、生长激素領域、血友病領域提供製品和服务。

## 历史
1989年：　诺和工业公司和诺德根措夫特公司合并，诺和诺德公司成立。

1992年：　Steno纪念医院和Hvidøre医院合并，Steno糖尿病中心建立。

1994年：　在北欧企業中第一个发行了年度環境報告書。

1996年：　面向血友病患者的血液注射液诺和七NovoSeven® 开始销售。

2001年：　設立世界糖尿病基金会。

2002年：　二相性人工合成胰岛素类似物诺和混合NovoMix®30开始销售。

2004年：　持效型胰岛素类似物 Levemir®推向市场。

2005年：　诺和诺德血友病基金会成立。

2006年：　与世界自然基金会签订有关全球变暖的协议。